# 前20年
| 千纪： | 前1千纪 |
| 世纪： | 前2世纪 \| 前1世纪 \| 1世纪                                                                                |
| 年代： | 前50年代 \| 前40年代 \| 前30年代 \| 前20年代 \| 前10年代 \| 前0年代 \| 0年代                               |
| 年份： | 前25年 \| 前24年 \| 前23年 \| 前22年 \| 前21年 \| 前20年 \| 前19年 \| 前18年 \| 前17年 \| 前16年 \| 前15年 |
| 纪年： | 西汉鸿嘉元年                                                                                               |

## 大事记
- 羅馬和安息簽訂和平條約。
- 復株絫若鞮單于逝世，由同母弟且糜胥（搜諧若鞮單于）繼任單于。

## 逝世
- 復株絫若鞮單于